# Emersonella dichroa
Emersonella dichroa är en stekelart som beskrevs av Christer Hansson 2002. Emersonella dichroa ingår i släktet Emersonella och familjen finglanssteklar.
Artens utbredningsområde är:
- Colombia.
- Costa Rica.

Inga underarter finns listade i Catalogue of Life.